# Констанца Гогенлое-Лангенбурзька
Каролі́на Фредері́ка Конста́нца Гогенло́е-Лангенбу́рзька (нім. Caroline Friederike Constanze, Prinzessin zu Hohenlohe-Langenburg, 23 лютого 1792 — 25 липня 1847) — принцеса Гогенлое-Лангенбурзька, донька князя Гогенлое-Лангенбургу Карла Людвіга та Амалії Генрієтти Зольмс-Барутської, дружина 5-го князя Гогенлое-Шиллінгсфюрстського Франца Йозефа.

## Біографія
Констанца народилась 23 лютого 1792 року у Лангенбурзі. Вона була третьою дитиною та третьою донькою в родині князя Гогенлое-Лангенбурзького Карла Людвіґа та його дружини Амалії Генрієтти Зольмс-Барутської. Дівчинка мала старшу сестру Єлизавету, інша — Луїза, померла ще до її народження.

У 23 роки її взяв за дружину 27-річний князь цу Гогенлое-Шиллінгсфюрст Франц Йозеф. Весілля відбулося 29 березня 1815 року у Шиллінгсфюрсті. У подружжя народилося дев'ятеро дітей

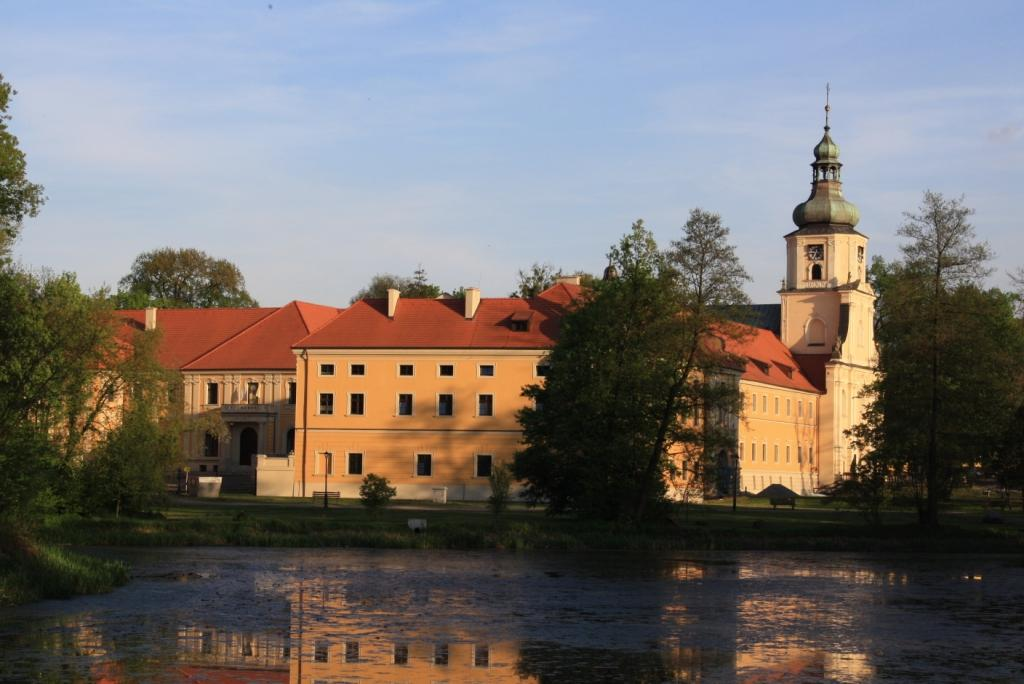
Роденський замок

Шиллінгсфюрст після французької навали був спустошений, місцеві жителі перебували у відчайдушній бідності, багато хто з них залишив рідні домівки, подавшись на пошуки кращої долі. Князівська родина сама знаходилась у вкрай скрутних фінансових умовах і була змушена жити в режимі жорсткої економії. Становище виправилося лише після укладення шлюбу другого сина Констанци із багатою нареченою Марією Зайн-Вітгенштейн у лютому 1847 року. Однак, вже за півроку княгиня померла у Роденському замку в Сілезії, переживши чоловіка на шість років. Була похована поруч із ним на садовому цвинтарі замка Корвей у Гекстері.

## Родина
Чоловік — Франц Йозеф, князь Гогенлое-Шиллінгсфюрстський
Діти:
- Тереза (1816—1891) — дружина князя Фрідріха Карла Гогенлое-Вальденбург-Шиллінгсфюрстського, мала дев'ятеро дітей;
- Віктор (1818—1893) — герцог Ратибор, принц Корві, був одруженим із Амалією Фюрстенберзькою, мав десятеро дітей;
- Хлодвіг (1819—1901) — 7-й князь Гогенлое-Шиллінгсфюрстський, канцлер Німецької імперії у 1894—1900 роках, був одруженим з Марією Зайн-Вітгенштейн-Берлебурзькою, мав шестеро дітей;
- Філіп Ернст (1820—1845) — 6-й князь Гогенлое-Шиллінгсфюрстський, помер бездітним та неодруженим;
- Амалія (1821—1902) — дружина Річарда Лаучерта;
- Густав Адольф (1823—1896) — кардинал;
- Йозеф (1824—1827) — дожив до 2 років;
- Костянтин (1828—1896) — генерал від кавалерії в австро-угорській армії, був одруженим з Марією Зайн-Вітгенштейн-Людвігсбурзькою, мав шестеро дітей;
- Еліза (1831—1920) — дружина принца Сальм-Хостмарського, дітей не мала.